# Греп
Греп (нід. Greup) — селище в нідерландській провінції Південна Голландія. Входить до муніципалітету Гуксе-Вард.